# Cantón de Le Pellerin
El cantón de Le Pellerin era una división administrativa francesa, que estaba situada en el departamento de Loira Atlántico y la región de Países del Loira.

## Composición
El cantón estaba formado por ocho comunas:
- Cheix-en-Retz
- La Montagne
- Le Pellerin
- Port-Saint-Père
- Rouans
- Sainte-Pazanne
- Saint-Jean-de-Boiseau
- Vue

## Supresión del cantón de Le Pellerin
En aplicación del Decreto n.º 2014-243 de 25 de febrero de 2014, el cantón de Le Pellerin fue suprimido el 22 de marzo de 2015 y sus 8 comunas pasaron a formar parte; cinco del nuevo cantón de Machecoul y tres del nuevo cantón de Saint-Brevin-les-Pins  .